# 小蓮華山
小蓮華山（これんげさん）は、飛騨山脈（北アルプス）後立山連峰にある標高2,766mの山。新潟県と長野県の県境にまたがる。大日岳（だいにちだけ）とも呼ぶ。

## 概要
新潟県の最高峰である。頂上には鉄剣が立っている。以前は石仏を祀る祠も立っていたが、山頂部崩落により失われ、頭部が欠損した石仏のみが残る。
小蓮華山の標高は、以前は2,769mであったが、2007年（平成19年）夏に山頂部分が崩落しているのが発見された。三角点の標石も落下していたため、国土地理院は2008年（平成20年）秋になって新たに三角点を設置し、測量し直した。その結果、崩落後の最高地点の標高は2,766mであることが分かった。
2009年（平成21年）より、足掛け3年に渡り放送されたNHKスペシャルドラマ、坂の上の雲のスタッフロールの背景は、雷鳥坂から山頂に至る尾根で撮影された。

## 登山ルート
- 栂池自然園 - 天狗原 - 白馬大池 - 雷鳥坂 - 小蓮華山
- 蓮華温泉 - 天狗ノ庭 - 白馬大池 - 雷鳥坂 - 小蓮華山
- 蓮華温泉 - 鉱山道 - 三国境 - 小蓮華山
- 白馬岳 - 三国境 - 小蓮華山

## 周辺の山小屋

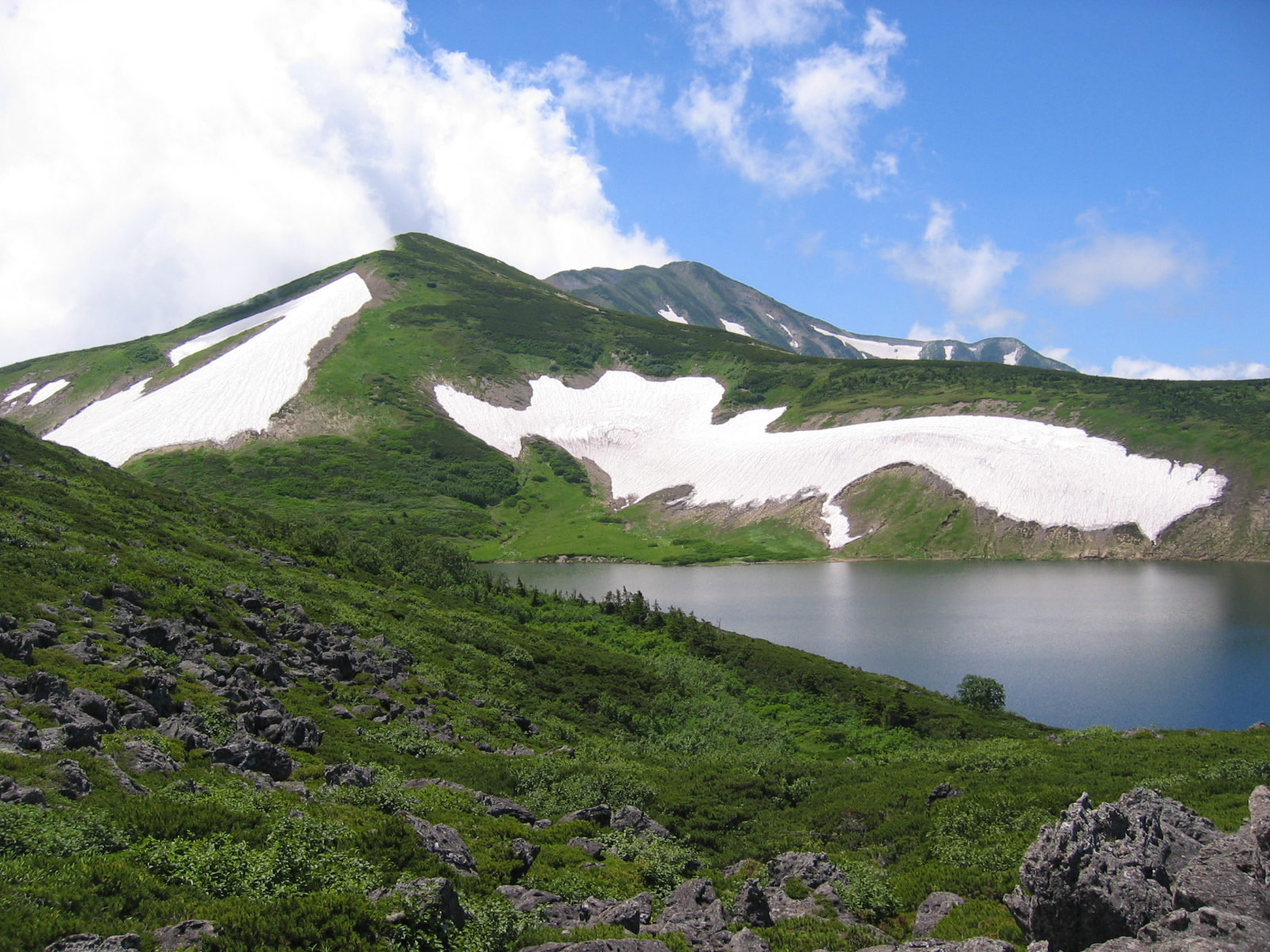
白馬山荘
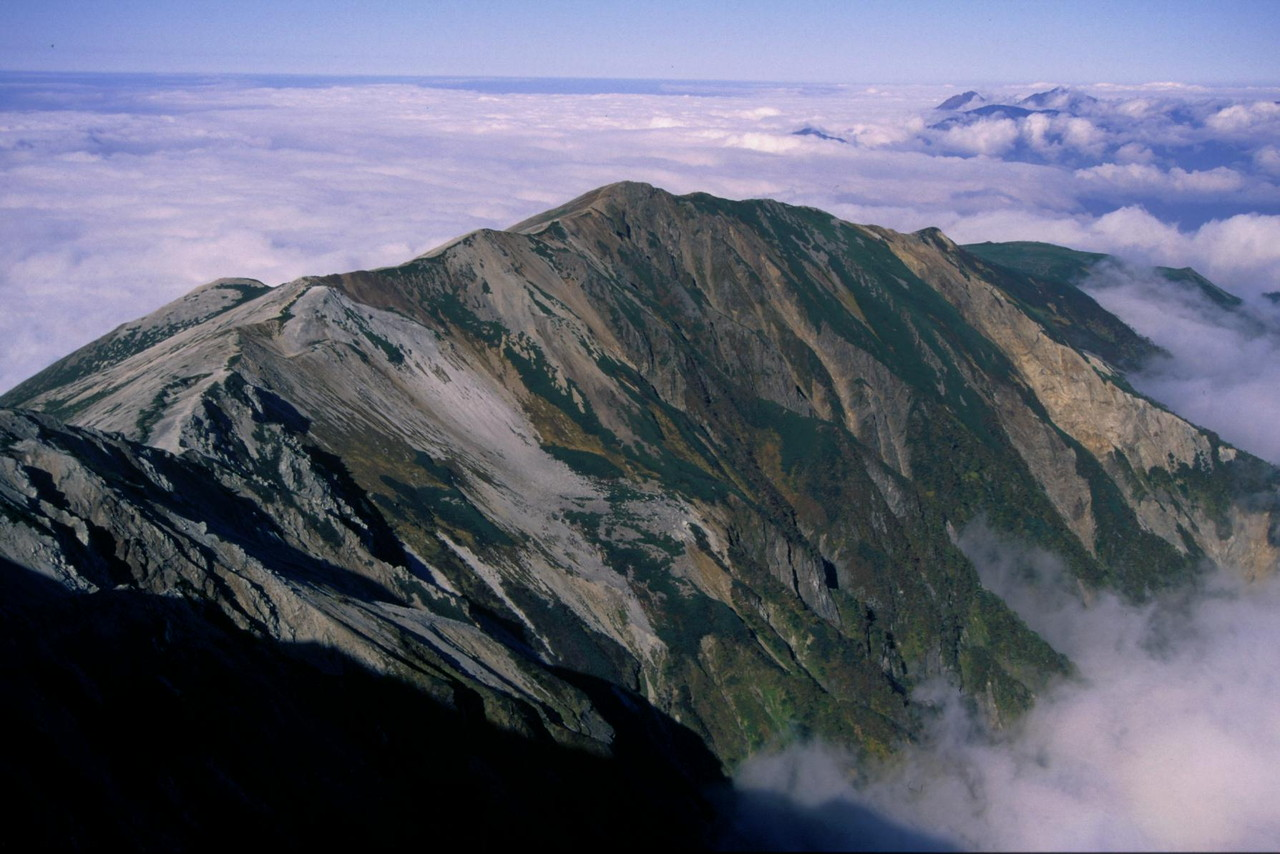
白馬大池山荘
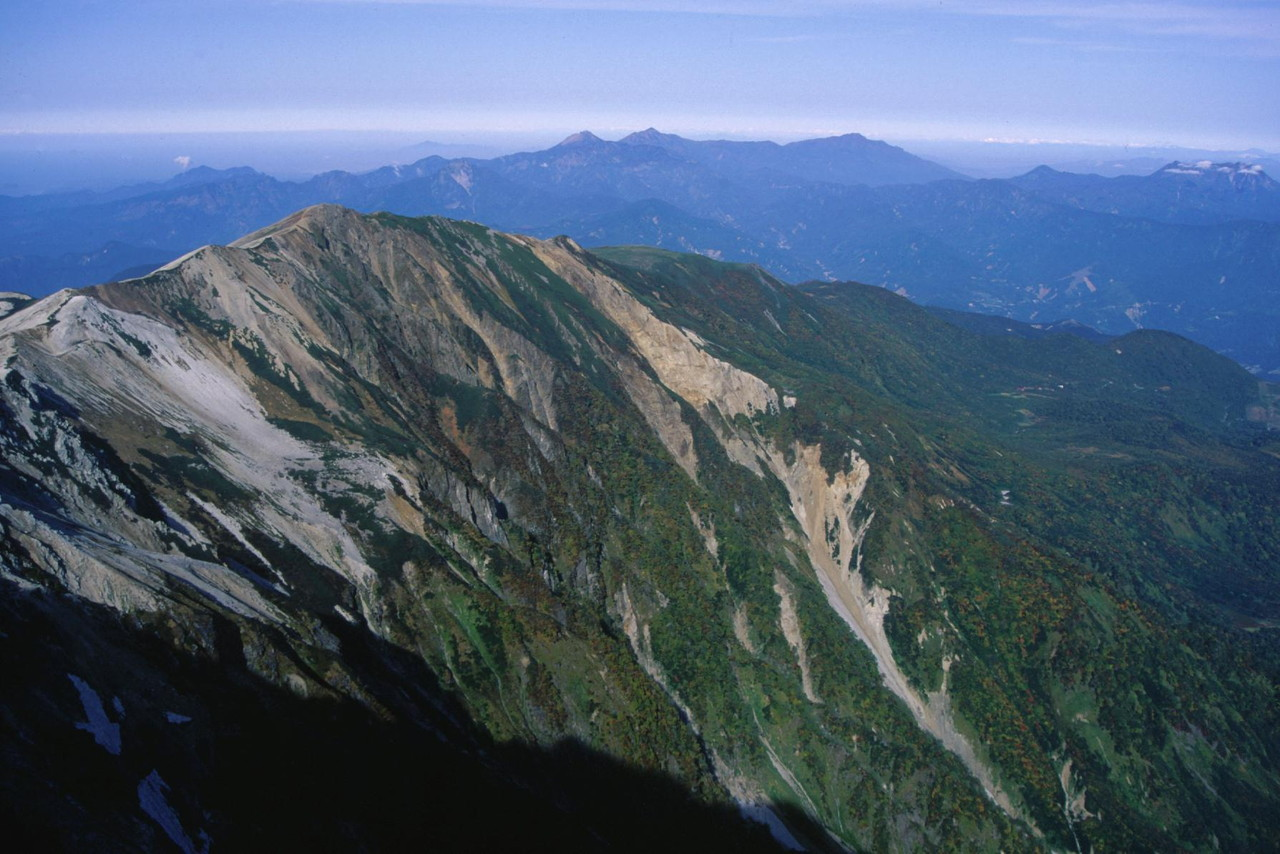
雪倉岳避難小屋（無人）

## 近隣の山
- 白馬岳（2,932m）
- 雪倉岳（2,611m）
- 鉢ヶ岳（2,563m）
- 白馬乗鞍岳（2,469m）